# Necronomico no Cosmic Horror Show
Necronomico no Cosmic Horror Show (ネクロノミ子のコズミックホラーショウ Nekuronomiko no Kozumikku Horā Shō?) es una serie de televisión de anime original producida por Cygames y animada por Studio Gokumi.

## Argumento
La serie sigue a Miko Kurono, una estudiante de secundaria que transmite bajo el nombre de Necronomico. Ella se involucra en un juego de realidad virtual, que explora junto con su amiga de la infancia Mayu Mayusaka y su rival Kanna Kagurazaka.

## Personajes
Miko Kurono (黒廼 ミコ Kurono Miko?)
 Seiyū: Riho Sugiyama
Mayu Mayusaka (舞夢坂 舞由 Mayusaka Mayu?)
 Seiyū: Manaka Iwami
Kanna Kagurasaka (神楽坂 カンナ Kagurasaka Kanna?)
 Seiyū: Nana Hazumi
Eita (エイタ?)
 Seiyū: Reiji Kawashima
Seishirō Sano (佐野清司郎 Sano Seishirō?)
 Seiyū: Atsushi Tamaru
Tsugumi Tsukasa (つかさつぐみ Tsukasa Tsugumi?)
 Seiyū: Hazuki Ogino
NAO-KICHI
 Seiyū: Taichi Ichikawa
Hiroshi Takashiro (鷹城ヒロシ Takashiro Hiroshi?)
 Seiyū: Kyōhei Natsume
Maestro del juego (ゲームマスター Gēmu Masutā?)
 Seiyū: Hiroki Yasumoto
Kei Amakusa (天叢ケイ Amakusa Kei?)
 Seiyū: Sayumi Watabe
Cthulhu (クトゥルフ Kutourufu?)
 Seiyū: Manaka Iwami
Hastur (ハスター Hasutā?)
 Seiyū: Kazuyuki Okitsu
Ghatanothoa (ガタノソア Gatanosoa?)
 Seiyū: Katsuyuki Konishi
Gua (グア?)
 Seiyū: Ayasa Itō

## Producción y lanzamiento
Necronomico no Cosmic Horror Show está producido por Cygames y animado por Studio Gokumi. Está dirigido por Masato Matsune y cuenta con la composición de la serie de Makoto Uezu, diseños de personajes originales de Jiro Suzuki y música compuesta por Evan Call. La serie se estrenó el 1 de julio de 2025 en Tokyo MX y otras cadenas. El tema de apertura es "Kakushō-ron" interpretada por VTuber Ryushen, mientras que el tema de cierre es "PANDORA (de Colorful Peach)" interpretado por Vell con Noa. Crunchyroll obtuvo la licencia de la serie en todo el mundo excepto Japón, China, Hong Kong, Corea, Macao y Taiwán.

## Recepción

### Controversia sobre los subtítulos con IA
Anime News Network señaló que los subtítulos oficiales en inglés de la serie presentaban numerosos errores de traducción, y en una línea del guion de los subtítulos en alemán, se incluía la frase "ChatGPT dijo:" antes del diálogo, lo que sugería que se había utilizado ChatGPT para producir los subtítulos. Rebecca Silverman criticó el uso de ChatGPT en los subtítulos, describiendo el resultado como "muy inferior al aceptable para un producto profesional". Crunchyroll respondió el 3 de julio de 2025, afirmando que el uso de IA para los subtítulos incumplía los acuerdos con el proveedor externo que los había proporcionado y que estaban trabajando para resolver el problema.